# Anemoi

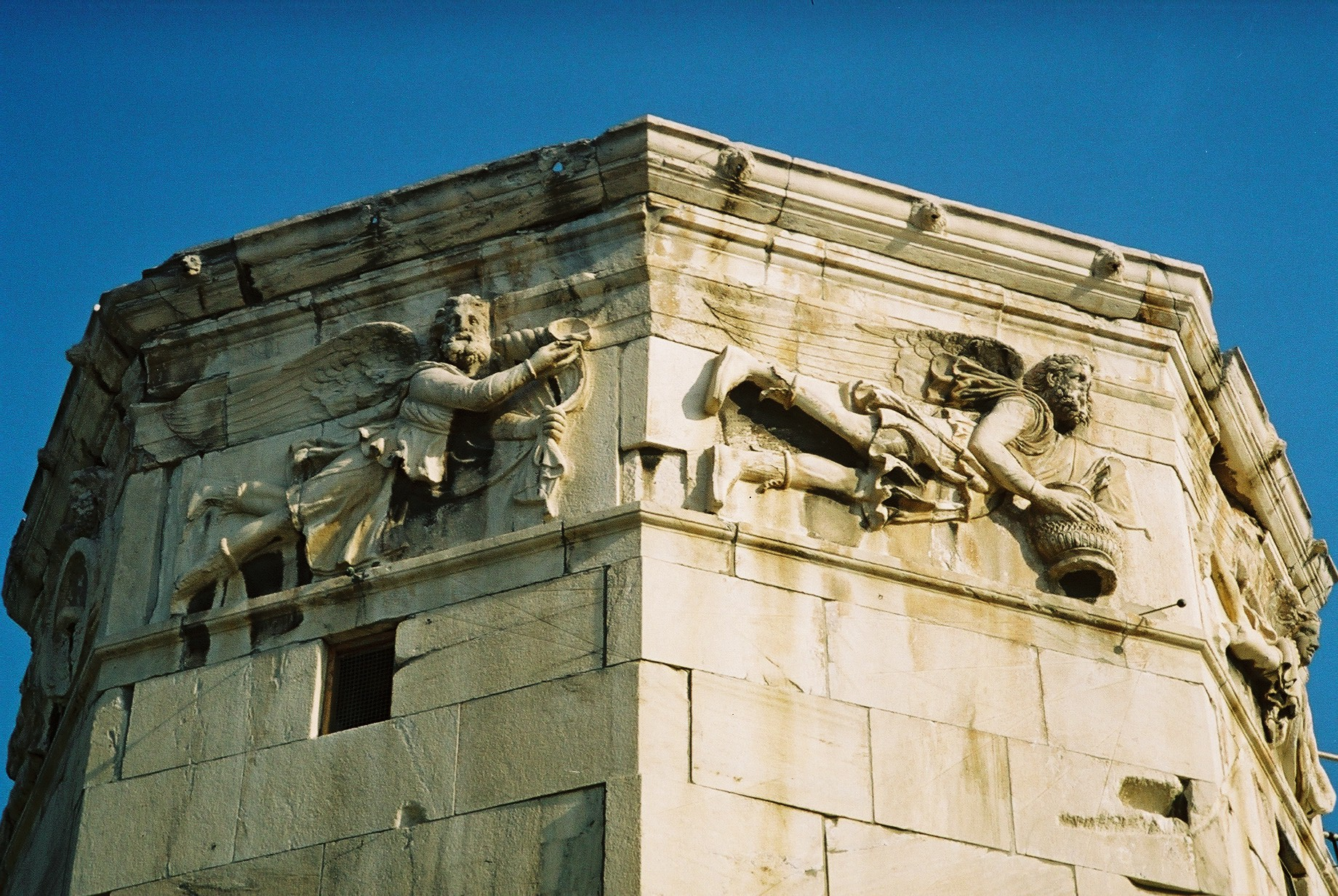
Die Anemoi Boreas und Skiron am Turm der Winde

Die Anemoi (altgriechisch Ἄνεμοι Ánemoi, deutsch ‚Winde‘, Sing. Ἄνεμος Ánemos) waren in der griechischen Mythologie die Götter des Windes bzw. Personifikationen bestimmter Winde. Die römischen Entsprechungen der Anemoi waren die Venti.

## Mythos
Sie galten als Kinder des Titanen Astraios, des Gottes der Abenddämmerung, und der Eos (in der römischen Mythologie Aurora), der Göttin der Morgenröte.

## Darstellung
Dargestellt werden die Anemoi als geflügelte Menschen unterschiedlichen Alters, beispielsweise in den Reliefs des Turms der Winde in Athen oder in den römischen Mosaiken im Haus des Trinkwettstreites in Seleukia Pieria.
In der Mythologie erscheinen sie aber nicht nur als Menschen, sondern auch als göttliche Pferde, die als Quadriga den Wagen des Zeus ziehen oder ihm in der Schlacht gegen Typhon zur Seite stehen.
Und sie erschienen nicht nur als Pferde, sondern zeugten auch solche. Nach Aelian glaubten die Pferdezüchter, dass Stuten von den Winden trächtig würden. Vergil berichtet, sie würden vor allem im Frühling sich auf hohen Klippen den Winden, dem Boreas insbesondere, entgegenstellen, um plötzlich in rasendem, wie wahnsinnigen Lauf davonzustürmen, und dass sie so trächtig würden vom Wind.

## Kult
Die Anemoi wurden zwar nur relativ selten kultisch verehrt, dennoch spielten sie eine wichtige Rolle in der griechischen Geschichte, waren es doch die Winde, die bei der Invasion der Perser deren Flotte teils vernichteten, teils zerstreuten. Herodot berichtet, dass zunächst die Bewohner von Delphi ein Orakel empfangen hatten, das sie anwies, im Bezirk der Thyia den Anemoi einen Altar zu errichten. Auch die Athener opferten und beteten insbesondere zu Boreas, mit dem sie sich wegen dessen Verbindung mit der attischen Nymphe Oreithyia besonders verbunden wähnten.
Pausanias berichtet von Altären der Anemoi in Titane und Koroneia.

## Griechische Winde
Nachfolgend werden nur die bekannteren Windnamen aufgeführt. In diversen Regionen waren zahlreiche weitere Windnamen gebräuchlich. In dem pseudo-aristotelischen Fragment Ventorum Situs („Lage der Winde“) werden etliche regionale Windnamen aufgeführt.

### Winde der Himmelsrichtungen
Die Namen der Winde dienten auch zur Bezeichnung von Windrichtungen. Die ersten Winde der Griechen waren die der vier Himmelsrichtungen. Bei Hesiod werden zunächst nur drei Winde genannt, entsprechend den drei Jahreszeiten bei den Griechen zur Zeit Hesiods. Diesen drei Windgöttern war auch jeweils eine der Orphischen Hymnen gewidmet.
- Zephyros, der Westwind, er brachte den Frühling mit den frühen Sommer-Brisen
- Boreas, der Nordwind, er brachte den Winter mit der kalten Luft
- Notos, der Südwind, er brachte den Sommer mit den Gewittern und Stürmen

Der vierte Wind erscheint bei Homer in der Odyssee:
- Euros, der aus dem (Süd-)Osten bläst und dem Herbst entspricht

### Winde bei Aristoteles
Aristoteles entwickelte ein Windsystem mit zehn Winden. In der nachfolgenden Tabelle wird außerdem der Phoinikias aufgeführt, der bei Aristoteles zusätzlich als lokaler Wind genannt wird.
|      | Wind       | Anmerkungen zum Namen                                                                      |
| ---- | ---------- | ------------------------------------------------------------------------------------------ |
| Nord | Aparktias  | „vom Bären kommend“ – gemeint ist das Sternbild Großer Bär; alternativer Name: Boreas      |
|      | Meses      | ein „mittlerer“ Wind, der zwischen zwei anderen Winden liegt                               |
|      | Kaikias    | „vom Kaïkos kommend“, der Kaïkos ist ein Fluss in Kleinasien                               |
| Ost  | Apeliotes  | „von der Sonne kommend“                                                                    |
|      | Euros      |                                                                                            |
|      | Phoinikias | „aus Phönizien kommend“                                                                    |
| Süd  | Notos      |                                                                                            |
|      | Lips       | „aus Libyen kommend“                                                                       |
| West | Zephyros   |                                                                                            |
|      | Argestes   | Lokale Athener Namen für den Argestes sind Skiron und Olympias (abgeleitet vom Berg Olymp) |
|      | Thraskias  | „aus Thrakien kommend“                                                                     |

### Turm der Winde
Der achteckige Turm der Winde aus dem 1. Jahrhundert v. Chr. repräsentiert die Winde der vier Haupthimmelsrichtungen und der vier Nebenrichtungen. In Reliefs an den acht Seiten werden sie mit menschlicher Gestalt dargestellt.
| Name | Windrichtung | Darstellung                                                                                |
| ---- | ------------ | ------------------------------------------------------------------------------------------ |
| N    | Boreas       | Mann mit Mantel und Muschel, in die er bläst                                               |
| NO   | Kaikias      | Mann, schüttet runde Objekte (Hagelkörner?) aus einem runden Schild                        |
| O    | Apheliotes   | Jugendlicher, der ein mit Früchten und Getreide gefülltes Manteltuch trägt                 |
| SO   | Euros        | alter Mann, in einen Mantel gehüllt                                                        |
| S    | Notos        | Mann, der eine Kanne entleert                                                              |
| SW   | Lips         | Knabe mit Schiffssteven                                                                    |
| W    | Zephyros     | Knabe, der ein mit Blumen gefülltes Manteltuch trägt                                       |
| NW   | Skiron       | bärtiger Mann, der einen mit Holzkohle und heißer Asche gefüllten bronzenen Behälter trägt |

## Römische Winde
Die Windsysteme römischer Autoren umfassten meist zwölf oder acht Winde. Die meisten Windnamen tauchen bei Vitruv auf.
Vitruv erklärt in seinem Werk De architectura, er teile die Winde in nur acht ein, zählt aber dann 24 Winde auf. Dabei ordnet er jedem der acht Hauptwinde jeweils zwei Nebenwinde zu, die zu beiden Seiten des Hauptwindes liegen. In der nachfolgenden Tabelle wird die Einteilung in acht Hauptwinde mit jeweils zwei Nebenwinden farblich hervorgehoben.

Windrose mit 24 Winden nach Vitruv, hier mit gleichmäßigen Winkelabständen von 15°

|    | Wind        | Anmerkung                                                       |
| -- | ----------- | --------------------------------------------------------------- |
| N  | Septentrio  | bei den Römern der Name des Großen Wagens                       |
|    | Gallicus    | aus Richtung der Provinz Gallia cisalpina (von Rom aus gesehen) |
|    | Supernas    | aus Richtung von Oberitalien                                    |
| NO | Aquilo      | römische Entsprechung von Boreas                                |
|    | Boreas      |                                                                 |
|    | Carbas      | Herkunft ist unklar, vermutlich griechisch                      |
| O  | Solanus     |                                                                 |
|    | Ornithias   | Frühlingswind, mit dem die Zugvögel kommen                      |
|    | Eurocircias |                                                                 |
| SO | Eurus       |                                                                 |
|    | Vulturnus   | aus Richtung des Monte Vulture                                  |
|    | Euronotus   |                                                                 |
| S  | Auster      |                                                                 |
|    | Altanus     | Wind, der von der hohen See (altus) her kommt                   |
|    | Libonotus   |                                                                 |
| SW | Africus     |                                                                 |
|    | Subvesperus |                                                                 |
|    | Argestes    | altgriechisch ἀργέστης                                          |
| W  | Favonius    | von fovere ‚wärmen‘                                             |
|    | Otis        |                                                                 |
|    | Circius     |                                                                 |
| NW | Caurus      | auch Corus                                                      |
|    | Corus       |                                                                 |
|    | Thrascias   |                                                                 |

## Anemoi Thuellai
Neben den göttlichen Winden erschienen bei Hesiod die Anemoi Thuellai (Sturmwinde) als Söhne des Typhon. Diese daimones galten als zerstörerisch den Menschen gegenüber, im Gegensatz zu den Nord-, West- und Südwinden. Bei Homer unterstanden sie ebenfalls dem Aiolos und lebten auf Aiolia.

## Trivia
Im 2020 veröffentlichten Action-Rollenspiel Genshin Impact werden mehrere Themen rund um die Anemoi aufgegriffen. So ist Anemo eines von sieben Elementen und Venti die sterbliche Hülle der mit diesem Element verbundenen Gottheit. Dieser Gott wird von seinen Anhängern in der Favonius-Kathedrale verehrt, die vom Ritterorden Ordo Favonius verwaltet wird. Ebenso finden sich zahlreiche Bezüge auf Boreas.